# Magic Mike's Last Dance
Magic Mike's Last Dance är en kommande amerikansk komedi- och dramafilm från 2023.  Filmen har regisserats av Steven Soderbergh och Reid Carolin har svarat för manus. Det är den tredje och avslutande filmen om Magic Mike. Den första filmen, Magic Mike, kom ut 2012 och den andra filmen Magic Mike XXL kom ut 2015.
Filmen hade biopremiär i Sverige den 10 februari 2023, utgiven av Warner Bros. Pictures.

## Handling
Mike Lane, kallad Magic Mike, har efter ett långt uppehåll åter tagit upp dansen. Orsaken är att han fått ett erbjudande från den rika affärskvinnan Max som inte gick att tacka nej till. De reser tillsammans till London där de planerar att sätta upp en dansföreställning. Allt går dock inte som de tänkt sig och tillsammans stöter de på både problem och överraskningar.

## Rollista
- Channing Tatum – Mike Lane
- Salma Hayek – Maxandra Mendoza
- Ayub Khan Din – Victor
- Jemelia George –  Zadie
- Juliette Motamed – Hannah
- Vicki Pepperdine – Edna Eaglebauer
- Gavin Spokes – Matthew
- Alan Cox – Roger
- Caitlin Gerard – Kim